# Justin Henry
Justin Henry (Rye, 25 maggio 1971) è un attore statunitense.

## Biografia
Justin Henry fece il suo debutto cinematografico a 7 anni, alla fine degli anni settanta, interpretando Billy Kramer nel film Kramer contro Kramer (1979). Prima di allora, non aveva mai avuto esperienze recitative. Il giovane attore, dopo il successo di Kramer contro Kramer, venne inserito fra le 100 Greatest Kid Stars e venne candidato, all'età di soli 8 anni, all'Oscar.
Nel corso degli anni ottanta prese parte alla serie televisiva Fantasilandia e recitò in diversi film noti a livello internazionale, tra cui Sixteen Candles - Un compleanno da ricordare (1984), con il giovane Anthony Michael Hall, allora adolescente.

## Riconoscimenti
- Premi Oscar
  - 1980 – Candidatura al miglior attore non protagonista per Kramer contro Kramer
- Golden Globe
  - 1980 – Candidatura al miglior attore non protagonista
  - 1980 – Candidatura al miglior attore debuttante per Kramer contro Kramer

- David di Donatello
  - David di Donatello 1980: David speciale per Kramer contro Kramer

- Young Artist Awards
  - 1981: Miglior giovane attore per Kramer contro Kramer

## Filmografia
- Kramer contro Kramer (Kramer vs. Kramer) (1979)
- Fantasilandia (Fantasy Island), episodio "What's the Matter with Kids?/Island of Horrors" (1983)
- La città dei Tiger (Tiger Town) (1983)
- L'avventura di Martin (Martin's Day) (1984)
- Sixteen Candles - Un compleanno da ricordare (Sixteen Candles) (1984)
- Double Negative (1985)
- Danger Bay, episodio "Eye of the Storm" (1986)
- Ancora insieme (Sweet Hearts Dance) (1988)
- Andersonville (1996)
- Groupies (1997)
- E.R. - Medici in prima linea (ER) (1997), episodi: "Quando la corda si spezza" ("When the Bough Breaks"); "Al e Jeanie" ("Good Touch, Bad Touch")
- Locals (1998)
- Not Afraid to Say... (Three's a Crowd) (1999)
- Chasing Destiny (2001)
- My Dinner with Jimi (2003)
- La memoria del cuore (Finding Home) (2003)
- There's Something About Meryl (2004)
- Lost (2004)
- The Junior Defenders (2007)

## Doppiatori italiani
- Davide Lepore in Kramer contro Kramer
- Alessandro Tiberi in Sixteen Candles - Un compleanno da ricordare